# Vail Resorts
Vail Resorts mit Sitz in Colorado (USA) ist Besitzer und Betreiber von 41 Skigebieten in vier Ländern, es ist in dem Bereich das weltgrößte Unternehmen.
Die Firma hat drei Geschäftsbereiche: Das Bergsegment besitzt und betreibt die Skigebiete, Vail Resorts Hospitality besitzt und verwaltet Hotels, andere Unterkünfte, Eigentumswohnungen und Golfplätze, und die Vail Resorts Development Company betreibt Immobilienentwicklung und Immobilienbeteiligungen.
Die Skiläden in den Orten und Skigebieten werden von der kleineren Vail Resorts Retail betrieben, an der Vail 70 % der Anteile und die Gart-Brüder 30 % besitzen. Vail Resorts gehören knapp über 50 % von Slifer Smith and Frampton, dem größten Immobilienmakler der Region Vail, der dort 70 % aller Transaktionen durchführt.

## Geschichte
Der Weltkriegssoldat Pete Seibert und der Viehzüchter Earl Eaton waren Ende der 1950er Jahre zusammen bei der Pistenrettung in Aspen und gründeten die Firma Vail, die 1962 ihr erstes Skigebiet eröffnete, Seibert kümmerte sich um die Finanzen und Eaton baute die ersten Skilifts.
Vier Jahre später wurde das Örtchen Vail (Colorado) gegründet, welches heute knapp 5.000 Einwohner hat.
Benannt ist die Firma nach dem Vail Pass auf 3.250 Metern Höhe der Rocky Mountains, der Pass selbst wurde nach Charles Vail benannt, einem Autobahnplaner und Direktor der Landesautobahnbehörde von 1930 bis 1945.
George N. Gillett Jr. kaufte 1985 das Unternehmen. Nachdem Gilletts Firmen in die Insolvenz rutschten, kaufte Apollo Management, geführt von Leon Black, das Unternehmen aus dem Konkurs und brachte Vail 1997 an die Börse. Er führte die Firma bis 2003, in diesem Jahr verkaufte Apollo den Mehrheitsanteil.
2001 übernahm Vail Resorts die Luxushotelkette RockResorts, benannt nach Rockefeller.
Bis November 2021 war Robert Katz, eine frühere Führungskraft von Apollo, Geschäftsführer, als er zum Vorsitzenden des Verwaltungsrats ernannt wurde. Kirsten Lynch, die vorherige Marketingchefin, wurde dann Geschäftsführerin.

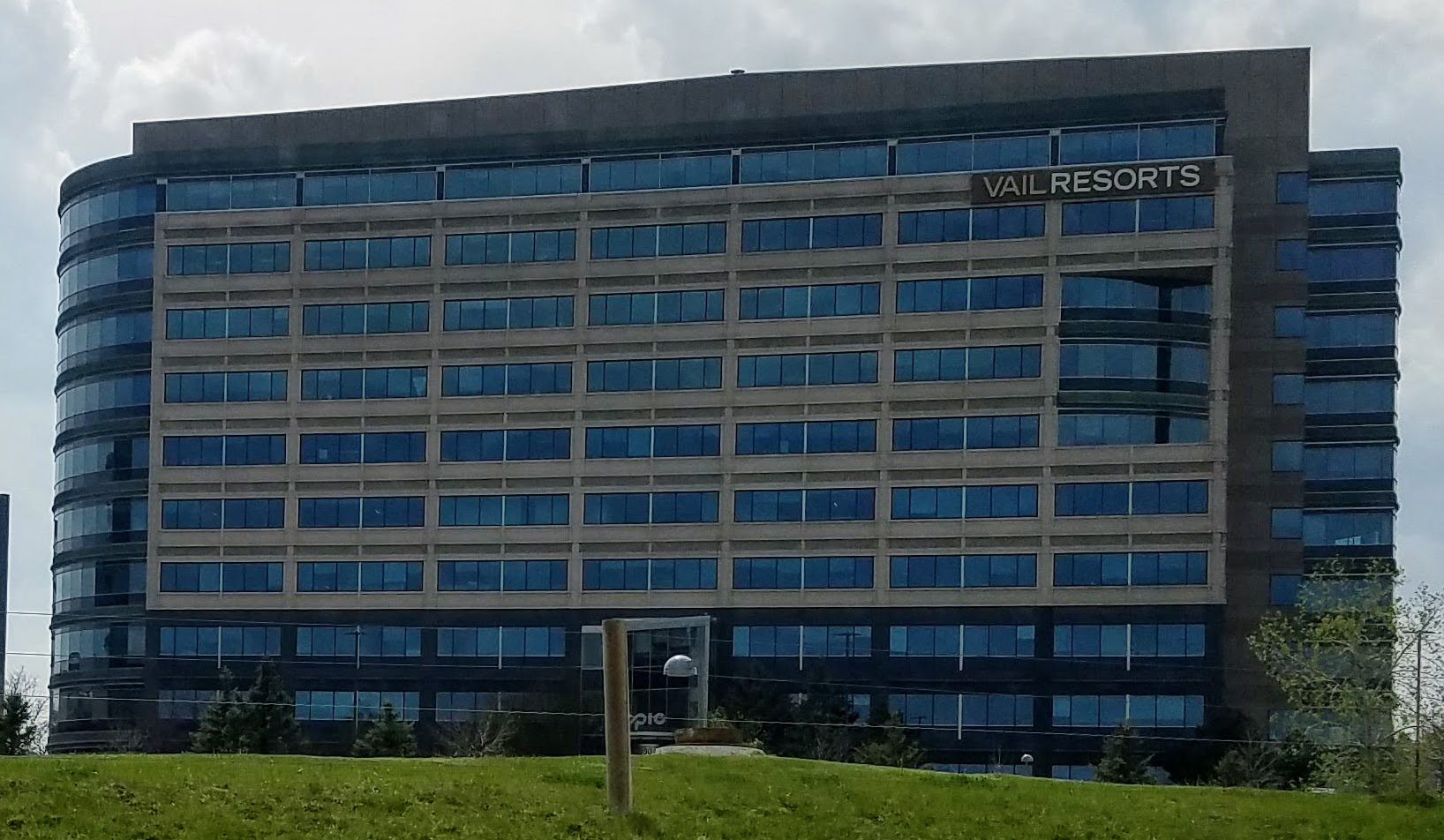
Hauptquartier von Vail

## Kritik
Einige der Übernahmen von Skigebieten haben bei den Anwohnern Unmut ausgelöst. Die Einheimischen beschweren sich darüber, dass die Eintrittskarten-Struktur wohlhabenden internationalen Pass-Inhabern entgegenkommt und den Zugang für die Anwohner einschränkt; außerdem sind die Lebenshaltungskosten der Anwohner durch die Übernahmen von Vail gestiegen.

## Preisgestaltung
Es werden vorwiegend Jahreskarten mit dem Namen Epic Pass verkauft, welche in allen Skigebieten des Unternehmens gelten. Über Verträge wird auch der Eintritt in verschiedene andere Skigebiete in den USA, Kanada, Japan, Frankreich, Schweiz, Österreich und Italien ermöglicht.

## Liste der Skigebiete
1999 kaufte Vail die Grand Teton Lodge Company im Nationalpark Grand-Teton in Wyoming, welcher die Hotels Jenny Lake Lodge, Jackson Lake Lodge und Colter Bay Village gehören.
| Name                          | Ort                           | Land      | Anzahl Skilifte | Eröffnet          | Gekauft                                               | Anmerkungen |
| ----------------------------- | ----------------------------- | --------- | --------------- | ----------------- | ----------------------------------------------------- | --- |
| Afton Alps                    | Hastings, Minnesota           | USA       | 22              | 21. Dezember 1963 | 6. Dezember 2012                                      | [ 8 ] |
| Alpine Valley                 | Chesterland, Ohio             | USA       | 5               |                   | 24. September 2019                                    | Gekauft von Peak Resorts mit 16 anderen Bergen. |
| Andermatt-Sedrun              | Andermatt und Sedrun          | Schweiz   | 19              |                   | 28. März 2022                                         | Vail gehören 55 % der Anteile. |
| Attitash Mountain             | Bartlett, New Hampshire       | USA       | 9               | 26. Januar 1965   | 24. September 2019                                    | Gekauft von Peak Resorts mit 16 anderen Bergen. |
| Beaver Creek Resort           | Beaver Creek, Colorado        | USA       | 25              | 15. Dezember 1980 | —                                                     | Liegt 3 km nördlich von Avon, dem Sitz von Vail bis 2006. |
| Big Boulder                   | Lake Harmony, Pennsylvania    | USA       | 10              |                   | 24. September 2019                                    | Gekauft von Peak Resorts mit 16 anderen Bergen. |
| Boston Mills                  | Peninsula, Ohio               | USA       | 16              |                   | 24. September 2019                                    | Gekauft von Peak Resorts mit 16 anderen Bergen. |
| Brandywine                    | Sagamore Hills Township, Ohio | USA       | 16              |                   | 24. September 2019                                    | Gekauft von Peak Resorts mit 16 anderen Bergen. |
| Breckenridge Ski Resort       | Breckenridge, Colorado        | USA       | 32              | 16. Dezember 1961 | 1996                                                  | [ 10 ] |
| Crans-Montana                 | Crans-Montana                 | Schweiz   |                 |                   | 2023                                                  | Vail übernimmt 84 % der Anteile |
| Crested Butte Mountain Resort | Crested Butte, Colorado       | USA       | 16              | 23. November 1961 | 27. September 2018                                    | Gekauft mit Mt. Sunapee, Stevens Pass, Okemo. |
| Crotched Mountain             | Bennington, New Hampshire     | USA       | 5               | 14. Dezember 1969 | 24. September 2019                                    | Gekauft von Peak Resorts mit 16 anderen Bergen. |
| Falls Creek                   | Bogong High Plains, Victoria  | Australi. | 14              | 1946              | 22. Februar 2019                                      | Von Merlin Entertainment zusammen mit Hotham gekauft. |
| Heavenly Mountain Resort      | South Lake Tahoe, Kalifornien | USA       | 30              | 15. Dezember 1955 | 26. März 2002                                         | |
| Hidden Valley                 | Eureka, Missouri              | USA       | 9               |                   | 24. September 2019                                    | Gekauft von Peak Resorts mit 16 anderen Bergen. |
| Hidden Valley Resort          | Hidden Valley, Pennsylvania   | USA       | 4               | 1958              | 31. Dezember 2021                                     | Gekauft von Seven Springs Mountain Resort mit zwei anderen Gebieten |
| Hotham Alpine Resort          | Mount Hotham, Victoria        | Australi. | 14              | 1925              | 22. Februar 2019                                      | Von Merlin Entertainment zusammen mit Falls Creek gekauft. |
| Hunter Mountain               | Hunter, New York              | USA       | 15              | 9. Januar 1960    | 24. September 2019                                    | Gekauft von Peak Resorts mit 16 anderen Bergen. |
| Jack Frost                    | White Haven, Pennsylvania     | USA       | 18              |                   | 24. September 2019                                    | Gekauft von Peak Resorts mit 16 anderen Bergen. |
| Keystone Resort               | Keystone, Colorado            | USA       | 20              | 21. November 1970 | 1996                                                  | |
| Kirkwood Mountain Resort      | Kirkwood, Kalifornien         | USA       | 15              | 1972              | 22. Februar 2012                                      | [ 16 ] |
| Laurel Mountain               | Somerset County, Pennsylvania | USA       |                 | 1939              | 31. Dezember 2021                                     | Gekauft von Seven Springs Mountain Resort mit zwei anderen Resorts. |
| Liberty Mountain Resort       | Fairfield, Pennsylvania       | USA       | 9               | 1960              | 24. September 2019                                    | Gekauft von Peak Resorts mit 16 anderen Bergen. |
| Mad River Mountain            | Zanesfield, Ohio              | USA       | 12              |                   | 24. September 2019                                    | Gekauft von Peak Resorts mit 16 anderen Bergen. |
| Mount Brighton                | Brighton, Michigan            | USA       | 12              | 1960              | 6. Dezember 2012                                      | [ 8 ] |
| Mount Snow                    | West Dover, Vermont           | USA       | 20              | 1954              | 24. September 2019                                    | Gekauft von Peak Resorts mit 16 anderen Bergen. |
| Mount Sunapee Resort          | Newbury, New Hampshire        | USA       | 11              | 26. Dezember 1948 | 27. September 2018                                    | Gehört dem Bundesland New Hampshire, von Vail zusammen mit Okemo betrieben. |
| Northstar California          | Truckee, Kalifornien          | USA       | 20              | Dezember 1972     | 25. Oktober 2010                                      | [ 17 ] |
| Okemo Mountain Resort         | Ludlow, Vermont               | USA       | 20              | 31. Januar 1956   | 27. September 2018                                    | Gekauft mit Mount Sunapee, Stevens Pass, Crested Butte. |
| Paoli Peaks                   | Paoli, Indiana                | USA       | 8               | Dezember 1978     | 24. September 2019                                    | Gekauft von Peak Resorts mit 16 anderen Bergen. |
| Park City Mountain Resort     | Park City, Utah               | USA       | 41              | 21. Dezember 1963 | 29. Mai 2013 (Canyons) 11. September 2014 (Park City) | In 2015 wurden Park City und Canyons mit einer Skischaukel (Gondel) verbunden und umbenannt.                                                                                                   |
| Perisher Ski Resort           | Perisher Valley               | Australi. | 46              | 1951              | 30. März 2015                                         | Vails erstes Eigentum in Australien. |
| Roundtop Mountain Resort      | Lewisberry, Pennsylvania      | USA       | 7               | 28. November 1964 | 24. September 2019                                    | Gekauft von Peak Resorts mit 16 anderen Bergen. |
| Seven Springs Mountain Resort | Seven Springs, Pennsylvania   | USA       | 14              | 1937              | 31. Dezember 2021                                     | Gekauft von Seven Springs Mountain Resort mit zwei anderen Gebieten. |
| Snow Creek                    | Weston, Missouri              | USA       | 5               | 1986              | 24. September 2019                                    | Gekauft von Peak Resorts mit 16 anderen Bergen. |
| Stevens Pass                  | Skykomish, Washington         | USA       | 10              | 1937              | 4. Juni 2018                                          | Gekauft mit Mount Sunapee, Okemo. |
| Stowe Mountain Resort         | Stowe, Vermont                | USA       | 12              | 7. Februar 1937   | 21. Februar 2017                                      | Erstes Resort an der Ostküste der USA. |
| Vail Ski Resort               | Vail, Colorado                | USA       | 31              | 15. Dezember 1962 | —                                                     | Drittgrößtes Skigebiet in den USA. |
| Whistler-Blackcomb            | Whistler, British Columbia    | Kanada    | 37              | 15. Januar 1966   | 8. August 2016                                        | Anteil von 75 % an Whistler & Blackcomb Partnerships gekauft, der Rest gehört Nippon Cable, welche auch Sun Peaks Resort besitzt. Größtes Skigebiet in Nordamerika.                            |
| Whitetail Resort              | Mercersburg, Pennsylvania     | USA       | 9               | 1991              | 24. September 2019                                    | Gekauft von Peak Resorts mit 16 anderen Bergen. |
| Wildcat Mountain Ski Area     | Gorham, New Hampshire         | USA       | 5               | 25. Januar 1958   | 24. September 2019                                    | Der Wildkatzenwanderweg wurde 1933 von der Arbeitbeschaffungssorganisation Civilian Conservation Corps angelegt, der erste Lift 1958 in Betrieb genommen. 2010 erwarb Peak Resorts das Resort. |
| Wilmot Mountain               | Wilmot, Wisconsin             | USA       | 11              | Februar 1938      | 19. Januar 2016                                       | |